# Cova los Carraos

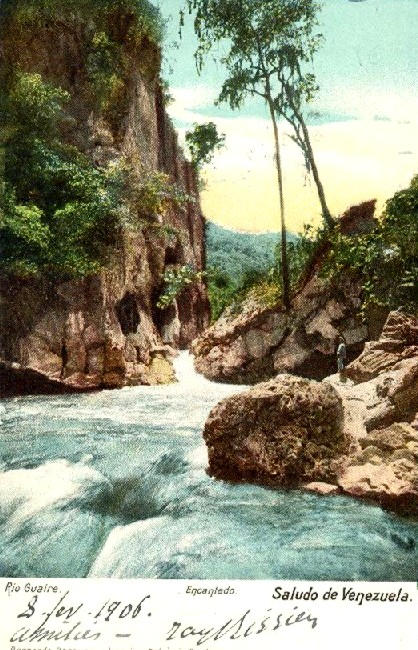
Postal de 1906 en què s'aprecia el congost del riu Guaire; també s'hi observa la paret est del penyal de las Guacas, on és la boca de la cova los Carraos

La cova los Carraos es troba al sud-est de la ciutat de Caracas, al municipi El Hatillo, de l'estat Miranda, Veneçuela. La cova està incorporada en el Cadastre Espeleològic Nacional de Veneçuela amb les sigles Mi.14.

## Característiques de la cova
La cova està enclavada a la paret est del Penyal de las Guacas o de los Carraos, al sector Los Naranjos a l'est de la urbanització La Lagunita; està enclavada en marbres de la fase Zenda de la formació de brises del Juràssic tardà i presenta afloraments càrstics. La boca de la cova és a la cara est del penyal de las Guacas, oberta cap al congost del riu Guaire; en aquesta cova s'ha assenyalant l'existència de ratpenats insectívors dels gèneres Natalus i Myotis, comuns a la zona així com a la cova Zuloaga, situada en el mateix penyal; també s'hi han trobat restes subfosilitzades de la ratapinyada Tadarida aurispinosa. Una altra espècie que s'ha assenyalat com a extinta en aquesta cova són els ocells de l'oli (Steatornis caripensis).
La cova los Carraos es troba en una zona d'interés històric del municipi El Hatillo, perquè al penyal on és hi ha la cova Zuloaga, la més llarga de la capital, i també es troba l'Estació El Encantado, fundada per l'enginyer veneçolà Ricardo Zuloaga, que fou la primera planta hidroelèctrica de Veneçuela i de Llatinoamèrica i amb què s'inicià l'electrificació de Caracas l'any 1897.